# Miss Universo Zambia
Miss Universo Zambia (en inglés: Miss Universe Zambia) es un concurso de belleza nacional en Zambia. Se encarga de seleccionar a la representante del país para el concurso Miss Universo.

## Ganadoras
: Declarada como ganadora
     : Terminó como finalista
     : Terminó como una de las semifinalistas o cuartofinalistas
     : Terminó como ganadora de premios especiales
| Año                           | Provincia          | Miss Universo Zambia      | Posición en Miss Universo | Premios especiales | Notas                              |
| ----------------------------- | ------------------ | ------------------------- | ------------------------- | ------------------ | ---------------------------------- |
| 2025                          | Copperbelt         | Kunda Mwamulima           | Por competir              | Por competir       |                                    |
| 2024                          | Copperbelt         | Brandina Lubuli           | No clasificó              |                    |                                    |
| No compitió entre 2020 y 2023 |                    |                           |                           |                    |                                    |
| 2019                          | Lusaka             | Didia Mukwala             | No compitió               | No compitió        | Se retiró por falta de patrocinio. |
| 2018                          | Provincia del Sur  | Melba Shakabozha          | No clasificó              |                    |                                    |
| 2017                          | Copperbelt         | Isabel Chikoti            | No clasificó              |                    | Dirección de Alice Musukwa.        |
| No compitió entre 2011 y 2016 |                    |                           |                           |                    |                                    |
| 2010                          | Provincia del Este | Alice Rowlands Musukwa    | No clasificó              |                    |                                    |
| 2009                          | Luapula            | Andella Chileshe Matthews | No clasificó              |                    |                                    |
| 2008                          | No compitió        | No compitió               | No compitió               | No compitió        | No compitió                        |
| 2007                          | Lusaka             | Rosemary Chileshe         | No clasificó              |                    |                                    |
| 2006                          | Provincia del Sur  | Mofya Nickoleta Chisenga† | No clasificó              |                    |                                    |
| 2005                          | Lusaka             | Cynthia Kanema            | No clasificó              |                    |                                    |
| No compitió entre 2001 y 2004 |                    |                           |                           |                    |                                    |
| 2000                          | Lusaka             | Sidonia Mwape             | No compitió               | No compitió        | Se retiró por falta de patrocinio. |
| 1999                          | Muchinga           | Esanju Kalopa             | No clasificó              |                    |                                    |
| No compitió entre 1997 y 1998 |                    |                           |                           |                    |                                    |
| 1996                          | Lusaka             | Alice Banda               | No compitió               | No compitió        | No compitió                        |
| 1995                          | Lusaka             | Luo Trica Punabantu       | No clasificó              |                    |                                    |
| 1994                          | No compitió        | No compitió               | No compitió               | No compitió        | No compitió                        |
| 1993                          | Lusaka             | Elizabeth Mwanza          | No compitió               | No compitió        | No compitió                        |